# Julien Verriest
Pour les articles homonymes, voir Verriest.
Julien Jules Verriest est un footballeur et entraîneur belge né le 19 mai 1946 à Sint-Andries, Bruges (Belgique).
Jules Verriest a évolué comme milieu de terrain puis défenseur au Cercle Bruges KSV, club dont il a toujours été fidèle. Il détient le record du nombre de matches officiels avec les Verts et Noirs : il a participé à 492 rencontres officielles dont 456 de Championnat avec les brugeois. Il n'a jamais voulu passer professionnel, refusant  les propositions alléchantes d'Anderlecht ou du Club Bruges.
Il a été élu meilleur joueur du XXe siècle par les supporters du Cercle.
Il rejoint en 1981 comme entraîneur-joueur, le Royal Excelsior Mouscron puis le SV Koekelare. 

## Palmarès
- International B
- Champion de Belgique D2 en 1971 et 1979
- Champion de Belgique D3 en 1968